# Lema de Itô

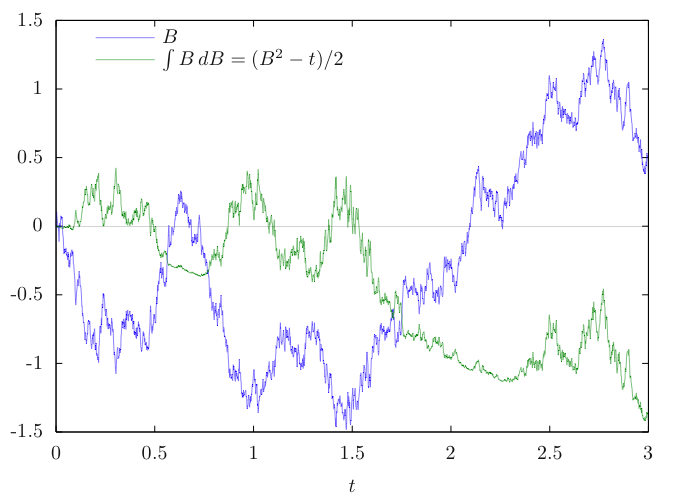
Un gráfico de una trayectoria de muestra de un proceso de Wiener, o movimiento browniano, B, junto con su integral de Itō con respecto a sí mismo. La integración por partes o lema de Itō muestra que la integral es igual a (B2 - t)/2.

En matemáticas, el lema de Itô es una identidad utilizada en cálculo de Itô para encontrar la diferencial de una función temporal dependiente de un proceso estocástico. Es una versión estocástica de la regla de la cadena del cálculo diferencial usual.
El lema es ampliamente utilizado en matemáticas financieras y su aplicación más conocida es para obtener la ecuación de Black-Scholes.

## Demostración informal
Una demostración formal del lema consiste en tomar el límite de una secuencia de variables aleatorias. Esta aproximación no es presentada aquí pues involucra un gran número de detalles técnicos. En cambio, damos un bosquejo de cómo uno puede obtener el lema de Itô expandiendo una serie de Taylor y aplicando las reglas de cálculo estocástico.
Suponga que {\displaystyle X_{t}} es un proceso de Itô con drift que satisface la ecuación diferencial estocástica
{\displaystyle dX_{t}=\mu _{t}\,dt+\sigma _{t}\,dB_{t},}
donde {\displaystyle B_{t}} es un movimiento browniano. Si {\displaystyle f(t,x)} es una función escalar dos veces diferenciable, su expansión en una serie de Taylor es
{\displaystyle df={\frac {\partial f}{\partial t}}\,dt+{\frac {\partial f}{\partial x}}\,dx+{\frac {1}{2}}{\frac {\partial ^{2}f}{\partial x^{2}}}\,dx^{2}+\cdots .}
Sustituyendo {\displaystyle X_{t}} para {\displaystyle x} y {\displaystyle \mu _{t}dt+\sigma _{t}dB_{t}} por {\displaystyle dx} obtenemos 
{\displaystyle df={\frac {\partial f}{\partial t}}\,dt+{\frac {\partial f}{\partial x}}(\mu _{t}\,dt+\sigma _{t}\,dB_{t})+{\frac {1}{2}}{\frac {\partial ^{2}f}{\partial x^{2}}}\left(\mu _{t}^{2}\,dt^{2}+2\mu _{t}\sigma _{t}\,dt\,dB_{t}+\sigma _{t}^{2}\,dB_{t}^{2}\right)+\cdots .}
En el límite {\displaystyle dt\to 0}, los términos {\displaystyle dt^{2}} y {\displaystyle dtdB_{t}} tienden a cero más rápido que {\displaystyle dB^{2}}, que es {\displaystyle O(dt)}. Haciendo los términos {\displaystyle dt^{2}} y {\displaystyle dtdB_{t}} cero, reemplazando {\displaystyle dt} por {\displaystyle dB^{2}} (por la variación cuadrática del Wiener proceso) y juntando los términos {\displaystyle dt} y {\displaystyle dB}, obtenemos
{\displaystyle df=\left({\frac {\partial f}{\partial t}}+\mu _{t}{\frac {\partial f}{\partial x}}+{\frac {\sigma _{t}^{2}}{2}}{\frac {\partial ^{2}f}{\partial x^{2}}}\right)dt+\sigma _{t}{\frac {\partial f}{\partial x}}\,dB_{t}}

## Ejemplos

### Movimiento browniano geométrico
Un proceso {\displaystyle \{S_{t}\}} se dice que sigue un movimiento browniano geométrico con volatilidad constante {\displaystyle \sigma } y drift constante {\displaystyle \mu } si satisface la ecuación diferencial estocástica {\displaystyle dS_{t}=\sigma S_{t}\,dB_{t}+\mu S_{t}\,dt} siendo {\displaystyle \{B_{t}\}} un movimiento Browniano. Aplicando el lema de Itô con {\displaystyle f(S_{t})=\log(S_{t})} obtenemos
{\displaystyle {\begin{aligned}df(S_{t})&=f^{\prime }(S_{t})\,dS_{t}+{\frac {1}{2}}f^{\prime \prime }(S_{t})(dS_{t})^{2}\\&={\frac {1}{S_{t}}}\,dS_{t}+{\frac {1}{2}}(-S_{t}^{-2})(S_{t}^{2}\sigma ^{2}\,dt)\\&={\frac {1}{S_{t}}}\left(\sigma S_{t}\,dB_{t}+\mu S_{t}\,dt\right)-{\frac {1}{2}}\sigma ^{2}\,dt\\&=\sigma \,dB_{t}+\left(\mu -{\frac {\sigma ^{2}}{2}}\right)dt.\end{aligned}}}
esto es 
{\displaystyle d\left(\log(S_{t})\right)=\sigma \,dB_{t}+\left(\mu -{\frac {\sigma ^{2}}{2}}\right)dt.}
de lo anterior se sigue que 
{\displaystyle \log(S_{t})=\log(S_{0})+\sigma B_{t}+\left(\mu -{\frac {\sigma ^{2}}{2}}\right)t,}
que es equivalente a
{\displaystyle S_{t}=S_{0}\exp \left(\sigma B_{t}+\left(\mu -{\frac {\sigma ^{2}}{2}}\right)t\right).}

### Fórmula de Black–Scholes
El lema de Itô puede ser utilizado para obtener la ecuación de Black–Scholes para una opción. Suponga que un precio accionario sigue un movimiento browniano geométrico dado por la ecuación diferencial estocástica {\displaystyle dS_{t}=(\sigma S_{t}dB_{t}+\mu S_{t}dt)}, si el valor de la opción al tiempo {\displaystyle t} es {\displaystyle f(t,S_{t})} entonces por el lema de Itô 
{\displaystyle df(t,S_{t})=\left({\frac {\partial f}{\partial t}}+{\frac {1}{2}}\left(S_{t}\sigma \right)^{2}{\frac {\partial ^{2}f}{\partial S^{2}}}\right)\,dt+{\frac {\partial f}{\partial S}}\,dS_{t}.}